# Delta interno del Niger
La savana inondabile del delta interno del Niger-Bani è un'ecoregione dell'ecozona afrotropicale, definita dal WWF (codice ecoregione: AT0903), situata al centro del Mali. Forma, assieme alle ecoregioni della prateria inondabile del Sahara e della savana inondabile del lago Ciad, la regione denominata praterie e savane inondabili del Sudd-Sahel, inclusa nella lista Global 200.

## Territorio
Il delta interno del Niger è situato al centro del Mali, nella fascia semi-arida del Sahel, appena a sud del deserto del Sahara. Le imponenti dune dell'Erg Ouagadou lo cingono a nord e ad est. Costituito da un reticolo di canali, paludi e laghi, il delta si espande fino a ricoprire una superficie di 20.000 km² durante la stagione delle piogge, per poi contrarsi fino a 3900 km² durante la stagione secca. Si estende per 425 km ed ha una larghezza media di 87 km, assottigliandosi nei pressi di Timbuctù, dove il fiume curva ad est. La pianura alluvionale è straordinariamente piatta, e i punti più elevati si innalzano solamente di 8 m rispetto al livello del fiume.
Le acque che alimentano il delta provengono soprattutto dal fiume Niger, dal suo principale affluente, il Bani, e da torrenti più piccoli che scorrono giù dall'altopiano dei Dogon. Il Niger è il fiume più lungo dell'Africa occidentale, nonché il terzo dell'intera Africa. Dalla sua sorgente, sul massiccio del Fouta Djalon in Guinea, scorre per 4100 km prima di sfociare nell'Oceano Atlantico lungo le coste della Nigeria. Il Bani è lungo 1100 km e nasce nella regione al confine tra Costa d'Avorio e Burkina Faso. L'apporto d'acqua dei torrenti dell'altopiano dei Dogon è pressoché insignificante, ma essi colmano i laghi del settore sud-occidentale del delta. Il Mali, arido e senza sbocco sul mare, dipende interamente da questi fiumi per l'approvvigionamento idrico.
Le precipitazioni nella regione del delta variano per durata e volume a seconda della latitudine. Nel sud, la stagione delle piogge dura da luglio a ottobre, e le precipitazioni annue medie sono di 750 mm. Nel nord, va da luglio a settembre, e le precipitazioni annue medie sono di 250 mm. Questo apporto delle piogge non ha nessun impatto sul delta, in quanto il suo regime è regolato dalle piogge che cadono nella regione in cui nascono il Niger e il Bani. Le piogge che cadono sulle sorgenti del Niger da maggio a settembre creano un'onda di piena che raggiunge il delta interno in ottobre. L'onda diminuisce il suo impeto man mano che prosegue attraverso il delta, e quasi i due-terzi del volume delle acque del Niger va perso per infiltrazione ed evaporazione. Le vaste paludi del delta filtrano sedimenti e sali dall'acqua, tanto che una volta lasciata la zona del delta il Niger è caratterizzato da acque limpide, povere di sali disciolti e prive di sedimenti.

## Flora
Nel delta interno del Niger sono stati identificati tre tipi diversi di vegetazione: vegetazione sommersa e galleggiante in acque poco profonde o stagnanti, vegetazione parzialmente sommersa e ripariale dominata da erbe, e vegetazione che si sviluppa su banchi di sabbia che a seconda della stagione rimangono esposti dal ritirarsi delle acque. Nelle acque dei laghi sono comuni fioriture di alghe che riducono notevolmente la trasparenza delle acque.
La metà meridionale del delta è costituita da una pianura alluvionale dove crescono erbe come Acroceras amplectens, Echinochloa pyramidalis, E. stagnina ed Eragrostis atrovirens. Ai margini del delta, nei pascoli pesantemente danneggiati dal bestiame, dominano Andropogon gayanus, Cynodon dactylon e Hyperthelia dissoluta. Lungo i corsi d'acqua, al di sopra di un sottobosco di Cyperus maculatus, crescono alberi di Mimosa asperata e Pleiarina chevalieri. Nel sud, sparse zone di foresta a galleria si estendono fin nel delta, lungo il corso dei fiumi. Nelle zone più elevate crescono alberi di Diospyros spp. e Kigelia africana. La metà settentrionale del delta è caratterizzata da creste di sabbia emergenti e da palme Hyphaene thebaica e Borassus aethiopum che crescono nei pressi dei villaggi. Altri alberi e arbusti delle aree più elevate sono Acacia nilotica, Khaya senegalensis, Mimosa asperata e Ziziphus abyssinica.

## Fauna
Il delta è la dimora di un gran numero di uccelli, tra cui centinaia di migliaia di marzaiole (Anas querquedula), codoni (Anas acuta) e combattenti (Philomachus pugnax) che giungono qui per svernare, e colonie riproduttive di cormorani, aironi, spatole, ibis e altri uccelli acquatici, tra cui la sottospecie occidentale della gru coronata nera (Balearica pavonina pavonina), in pericolo di estinzione. La maggior parte dei grandi mammiferi è scomparsa dall'area a seguito della caccia da parte dell'uomo. Tra le poche specie rimaste vi è il lamantino africano (Trichechus senegalensis), che vive nei fiumi nutrendosi di piante subacquee. Inoltre i fiumi sono ricchi di pesci, tra cui figurano due specie endemiche: il pesce gatto della famiglia Mochokidae Synodontis gobroni e un ciclide, Gobiocichla wonderi.

## Conservazione

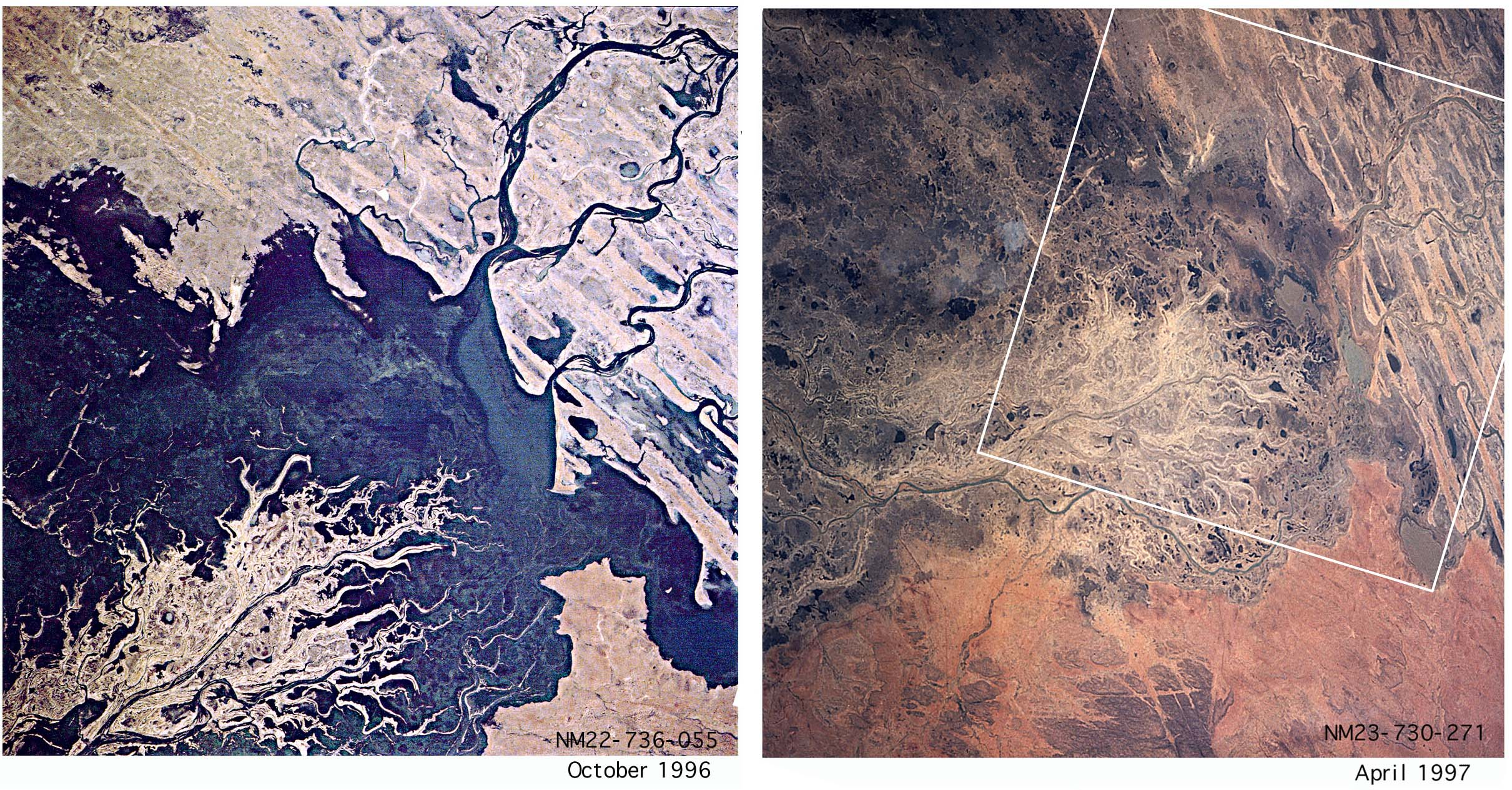
Ottobre 1996: la vegetazione in verde scuro appare rigogliosa per via delle piogge estive che ne provocano le conseguenti inondazioni: si nota dunque il forte contrasto visivo con la campagna desertica circostante. Nell'aprile 1997, le zone umide si sono prosciugate e il delta interno appare uniformemente di un colore marrone chiaro. Il riquadro bianco delinea l'area interessata

La costruzione di un vasto sistema di irrigazione a monte del delta interno del Niger minaccia la sua ecologia e la sopravvivenza dei suoi abitanti. Il programma, grazie al quale saranno irrigati 100.000 ettari di terreno, costituisce l'estensione di una struttura di irrigazione già esistente, costruita dall'Office du Niger, il canale di Malibya. Il progetto, tuttora in costruzione, è finanziato dal Libya Africa Investment Portfolio, società che ha anche il diritto di sfruttare la nuova terra irrigata. Secondo il ricercatore James Leten, il progetto ridurrà l'estensione dell'area inondata dal Niger del 43%. Tale area è di fondamentale importanza per la pastorizia, poiché solo qui cresce il borgou (Echinochloa stagnina), un'erba particolarmente nutriente per il bestiame. I pastori nomadi giungono nell'area fin dal Burkina Faso e dalla Mauritania per permettere alle loro mandrie di nutrirsi del borgou del delta interno del Niger. Secondo un servizio pubblicato da Jeune Afrique, il ricercatore avrebbe cercato di allertare le autorità riguardo alla necessità di trovare una fonte alternativa di sostentamento per i pastori, apparentemente senza successo.
Nel delta sono stati istituiti tre siti Ramsar, per un totale di 1620 km²: quello del lago Horo, del lago Debo e della pianura alluvionale di Séri. Tuttavia la maggior parte del delta non gode di nessuna protezione e allo stesso tempo la pesca e l'allevamento praticati nella zona sono di fondamentale importanza per la sopravvivenza degli abitanti del Mali. Il minore volume di acqua apportata dai fiumi, la scarsità delle piogge, l'incremento demografico e il venir meno della tradizionale condivisione delle risorse tra le tribù del delta sono tutti fattori che possono contribuire a danneggiare irreparabilmente l'ecosistema. La pesca in particolare è meno regolamentata (in passato solamente a due tribù era consentito di praticare tale attività) e il numero di pesci nel fiume è in netta diminuzione. Una simile mancanza di controllo sta anche impoverendo sempre più i pascoli, troppo sfruttati dal bestiame. Infine, la diga di Sélingué e altri progetti per il controllo delle acque influiscono sui livelli e il comportamento stagionale dei fiumi.